# NS 6800

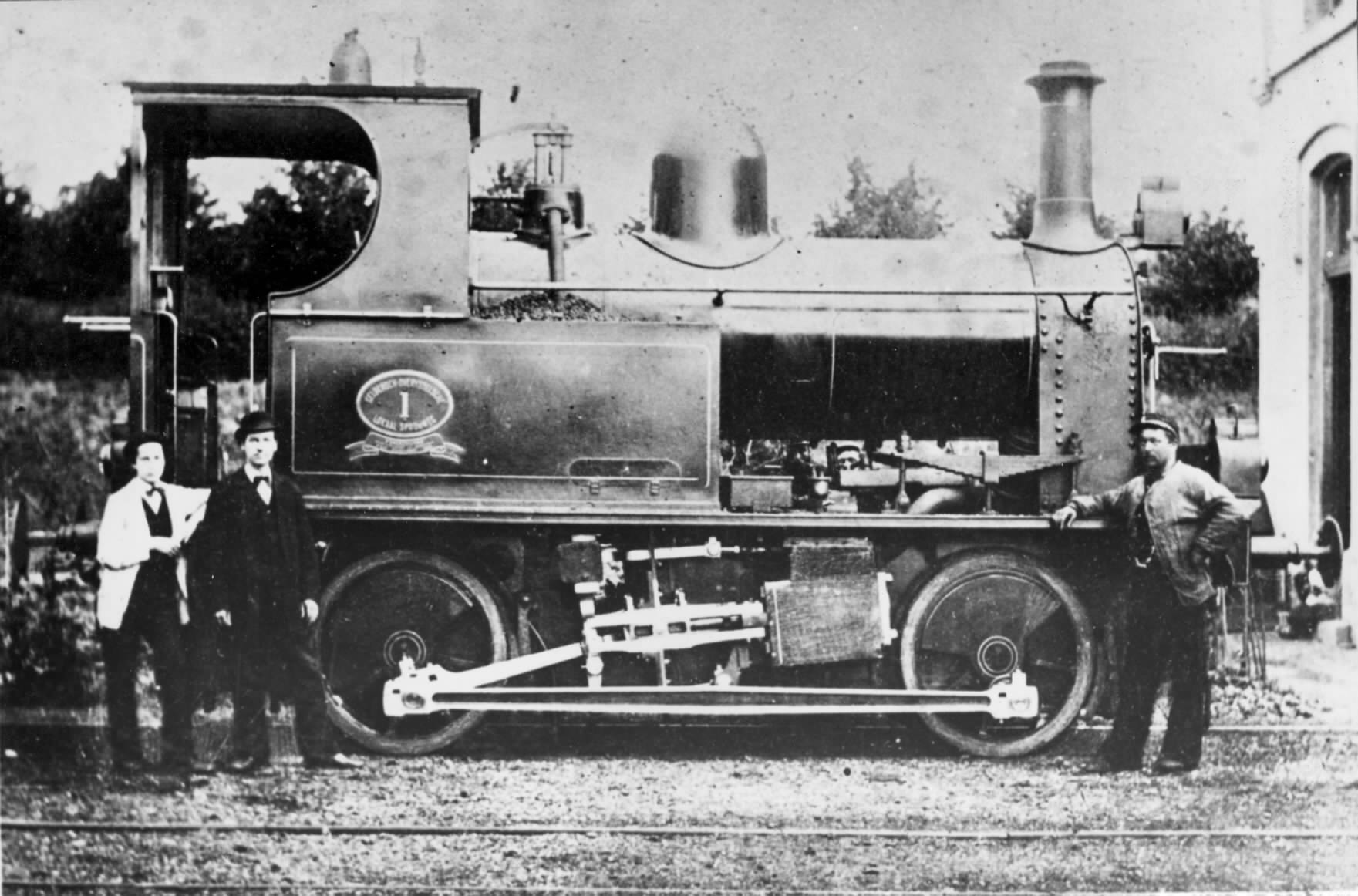
Stoomlocomotief nr. 1 van de G.O.L.S., later S.S. nr. 505, nog later N.S. 6801.

De serie NS 6800 was een serie lokaalspoorstoomlocomotieven van de Nederlandse Spoorwegen (NS) en diens voorganger Maatschappij tot Exploitatie van Staatsspoorwegen (SS).

## Geschiedenis

### Staatsspoorwegen (1884-1917)
In 1884 bestelde de SS een twaalftal tweeassige lokaalspoorlocomotieven bij Hohenzollern in Düsseldorf-Grafenberg, waarvan de helft aan de Geldersch-Overijsselsche Lokaalspoorweg-Maatschappij (GOLS) zou toekomen voor de te openen spoorlijnen van Winterswijk naar Zevenaar en van Winterswijk naar Neede welke door de SS met materieel van de GOLS zouden worden geëxploiteerd. Nadat besloten werd dat de exploitatie van de GOLS lijnen door de Hollandsche IJzeren Spoorweg-Maatschappij (HSM) uitgevoerd zou worden, werden de zes door de GOLS bestelde locomotieven door de SS overgenomen.
De SS deelde alle twaalf locomotieven in de eigen serie 505-516 in voor de inzet op haar eigen lijnen. Van een locomotief is bekend dat deze nog het GOLS nummer 1 heeft gedragen. De rest is gelijk met kenmerken van de SS geleverd.
In 1893 plaatste de SS een vervolgbestelling voor vijf locomotieven bij de Nederlandse Machinefabriek Breda, waaraan SS de nummers 500-504 gaf.

### Nederlandsche Spoorwegen (na 1917)
Bij de samenvoeging van het materieelpark van de HSM en de SS in 1921 kregen de locomotieven van deze serie de NS-nummers 6801-6817. In de jaren 1920 werden enkele locomotieven aan de Nederlandsche Tramweg Maatschappij (NTM) verhuurd voor de inzet op diens tramlijnen. Tussen 1927 en 1933 werd de serie bij NS afgevoerd, waarna de 6807 in 1934 aan de NTM werd verkocht. Deze werd in 1944 gesloopt. Er is geen exemplaar van deze serie bewaard gebleven.

## Overzicht
| Fabrikant            | Fabrieksnummer | In dienst | SS nummer | NS nummer | Uit dienst | Bijzonderheden                                       |
| -------------------- | -------------- | --------- | --------- | --------- | ---------- | ---------------------------------------------------- |
| Hohenzollern         | 335            | 1884      | 505       | 6801      | 1930       | Besteld als GOLS 1 (heeft kort dat nummer gedragen). |
| Hohenzollern         | 336            | 1884      | 506       | 6802      | 1931       | Besteld als GOLS 2.                                  |
| Hohenzollern         | 337            | 1884      | 507       | 6803      | 1930       | Besteld als GOLS 3.                                  |
| Hohenzollern         | 338            | 1884      | 508       | 6804      | 1931       | Besteld als GOLS 4.                                  |
| Hohenzollern         | 339            | 1884      | 509       | 6805      | 1930       | Besteld als GOLS 5.                                  |
| Hohenzollern         | 340            | 1884      | 510       | 6806      | 1929       | Besteld als GOLS 6.                                  |
| Hohenzollern         | 341            | 1884      | 511       | 6807      | 1933       | 1934 verkocht aan de NTM, 1944 gesloopt.             |
| Hohenzollern         | 342            | 1884      | 512       | 6808      | 1930       |                                                      |
| Hohenzollern         | 343            | 1884      | 513       | 6809      | 1927       |                                                      |
| Hohenzollern         | 344            | 1884      | 514       | 6810      | 1932       |                                                      |
| Hohenzollern         | 345            | 1884      | 515       | 6811      | 1933       |                                                      |
| Hohenzollern         | 346            | 1884      | 516       | 6812      | 1932       |                                                      |
| Machinefabriek Breda | 90             | 1893      | 500       | 6813      | 1932       |                                                      |
| Machinefabriek Breda | 91             | 1893      | 501       | 6814      | 1933       |                                                      |
| Machinefabriek Breda | 92             | 1893      | 502       | 6815      | 1932       |                                                      |
| Machinefabriek Breda | 93             | 1893      | 503       | 6816      | 1927       |                                                      |
| Machinefabriek Breda | 94             | 1893      | 504       | 6817      | 1931       |                                                      |